# Армстронг, Джордж (инженер)
Джордж Армстронг (англ. George Armstrong; 5 апреля 1822 — 11 июля 1901) — английский железнодорожный инженер. С 1864 по 1897 год был ответственным за паровозы стандартной колеи Большой западной железной дороги (GWR) в Вулвергемптоне. Его старший брат Джозеф Армстронг также был инженером-паровозостроителем GWR, но они работали по отдельности на широкой и стандартной колее. Наиболее известны и долговечны среди разработок Джорджа Армстронга стали танк-паровозы с осевыми формулами 0-2-1 и 0-3-0. После исчерпания ресурса этих локомотивов Коллетт и Хоксуорт заменили их мало отличавшимися от паровозов Армстронга моделями GWR 1400 Class, GWR 5700 Class и GWR 1600 Class.

## Биография
Джордж Армстронг родился 5 апреля 1822 года. На его могильном камне местом рождения указан Бьюкасл в Камберленде, что повторяет Маршалл. Холкрофт указывает, что с 1817 по 1824 год семья Армстронгов не возвращалась из Канады, и Джордж родился там. В 1824 году семья поселилась в Ньюберне-на-Тайне близ Ньюкасла, всего в нескольких милях от родных мест Джорджа Стефенсона. Это был тогда центр новой индустрии паровозостроения. Армстронг вспоминал, что бегал наперегонки с Пыхтящим Билли на Уайлемской железной дороге и хотел стать машинистом паровоза.
Кроме двух поездок во Францию, карьера Джорджа Армстронга повторяла путь его старшего брата Джозефа. В 14 лет он начал работать на Уолботлской угольной шахте, где была конка и паровые лебёдки для затаскивания поездов на подъёмы. На этой шахте он работал у инженера Роберта Хоуторна.
В 1840 году Джордж и Джозеф Армстронги отправились в Халл машинистами на железную дорогу Халла и селби, откуда вслед за паровозным инженером Джоном Греем на Брайтонский завод железной дороги Лондона и Брайтона. В тот момент британские железнодорожники были очень нужны на континенте, и Джордж отправился работать на французскую Северную железную дорогу. По его воспоминаниям, во время революции 1848 года жандармы заставили его строить баррикады на улицах Парижа.
Из-за политической нестабильности во Франции он вернулся в Англию к брату, который в это время был помощником суперинтенданта локомотивов Эдварда Джеффриса на железной дороге Шрусбери и Честера (S&CR) с ремонтной базой в Солтни. Джордж Армстронг стал машинистом S&CR и поднялся до бригадира. В 1853 году S&CR объединила свой парк паровозов с дорогой Шрусбери и Бирмингема. Джозеф Армстронг переехал южнее на более крупный паровозостроительный завод в Вулвергемптоне.
На следующий год братья стали работать на Большой западной железной дороге, которая, будучи главным образом ширококолейной, присоединила к себе стандартноколейные дороги Шрусбери и Честера и другие. В Вулвергемптоне, таким образом, стали ремонтировать весьма разношёрстный парк паровозов стандартной колеи. В 1858 году Джозеф Армстронг подготовился к постройке собственных новых паровозов на этом заводе. Помощником и управляющим заводом при нём стал Джордж Армстронг.
Приблизительно в 1855—1863 годах подмастерьем в Вулвергемптоне был талантливый молодой инженер Уильям Дин. В 1864 году сэр Дэниел Гуч покинул пост локомотивного суперинтенданта на главном заводе GWR в Суиндоне, на его место был переведён Джозеф Армстронг, а брат Джордж стал главным в Вулвергемптоне. Помощником его некоторое время был Уильям Дин.
Поскольку на дороге теперь де-факто было два независимых паровозостроительных завода, это знаменовало довольно-таки неприятное соперничество между Дином и Джорджем Армстронгом за пост помощника Джозефа Армстронга в Суиндоне. Если бы помощником стал Джордж, это могло вызвать обвинения в непотизме. Вдобавок, Дин был на 18 лет младше и мог стать, таким образом, хорошим наследником в должное время. Имея в виду все эти тонкие обстоятельства, Джозеф Армстронг предоставил брату большую свободу не только в разработке и строительстве вулвергемптонских паровозов, но даже в их окраске (суиндонская ливрея была лиственно-зелёная с чёрными и жёлтыми окантовками филёнок, а вулвергемптонская — сине-зелёная с чёрными и белыми окантовками).
В 1868 году Джозеф Армстронг вызвал 28-летнего Дина в Суиндон. Девять лет спустя Армстронг умер, и Дин занял его место. Джордж Армстронг не был деликатен, Современник упоминает, что он не собирался никому подчиняться, а был намерен повелевать сам. Так или иначе, он оставался на своём посту в независимости от Дина следующие, как оказалось, двадцать лет.
В обязанности Джорджа Армстронга входило общее руководство движением королевского поезда до или от узловой станции Бушбери, где был стык с Лондонской и Северо-западной дорогой, когда королева Виктория посещала Шотландию и возвращалась оттуда. Армстронг выполнял эти обязанности более 120 раз. В 1870 году он снова отправился во Францию инженером-советником во франко-прусской войне, и снова был принужден заниматься делом, к которому не имел ни малейшей склонности: защищать укрепления Парижа с винтовкой в руках. В этот раз он противостоял жандармам и вспоминал об этом эпизоде как полукомическом.
Джордж Армстронг вышел на пенсию в 1897 году почтенным и любимым на Большой Западной железной дороге руководителем. Будучи 79 лет, 11 июля 1901 года, он умер после того, как внезапно упал на благотворительном празднике в Вулвергемптоне. Похоронен в Вулвергемптоне на кладбище при церкви святой Марии в Бушбери, близ здания церкви. Он никогда не был женат.

## Паровозы
Кроме капитальных ремонтов и модернизаций чужих паровозов, Джордж Армстронг мало занимался тендерными паровозами. Тендерные паровозы его разработки все были с осевыми формулами 1-2-0 и 0-3-0 и датируются ранними годами его руководства вулвергемптонским заводом. После этого завод сосредоточился почти исключительно на танк-паровозах 0-3-0 и 0-2-1, сначала с седельными танками, потом с боковыми (например, GWR 517 Class и GWR 645 Class). Паровозы строились с довольно впечатляющей быстротой. Многие 0-3-0 позднее Чёрчуорд переделывал на топки Бельпера и вьючные танки.
Заводом на Стаффорд-роуд Джордж Армстронг руководил 33 года, за это время на нём 626 паровозов были построены как новые и 513 как модернизации (1139 единиц, в среднем 35 в год). Разница между этими терминами лежит скорее в плоскости бухгалтерской отчётности, часто при "модернизации" от исходного локомотива оставался только номер. Ни один паровоз Армстронга не сохранился. После выхода на пенсию Армстронга производство новых паровозов в Вулвергемптоне по инерции продолжалось несколько лет, после чего прекратилось в 1909 году.

### Список моделей паровозов Джорджа Армстронга
- 34 Class 0-3-0
- 108 Class 1-2-0
- 119 Class 0-3-0ST
- 322 Class 0-3-0ST
- 517 Class 0-2-1T
- 633 Class 0-3-0T
- 645 Class 0-3-0ST
- 655 Class 0-3-0ST
- 850 Class 0-3-0ST
- 1016 Class 0-3-0ST
- 1501 Class 0-3-0ST
- 1901 Class 0-3-0ST